# Мошетова, Лариса Константиновна
Лариса Константиновна Мошетова (род. 19 августа 1938 года, Калининская область, СССР) — советский и российский учёный-офтальмолог, специалист в области офтальмологии, сосудистой патологии глаза, организации офтальмологической помощи, ректор (1994—2019), президент РМАНПО, академик РАМН (2004), академик РАН (2013). Заслуженный врач Российской Федерации (2006).

## Биография
Родилась 19 августа 1938 года в городе Калязин Калининской области (сейчас — Тверская область).
В 1963 году — окончила 1-й Московский медицинский институт имени И. М. Сеченова.
В 1963 года и по настоящее время — работает в Центральном институте усовершенствования врачей, в настоящее время это Российская медицинская академия непрерывного профессионального образования, где прошла путь от клинического ординатора до заведующего кафедрой офтальмологии (с 1988 года по настоящее время), проректора по учебной работе ЦИУВ (1989—1994), ректора академии (1994—2019) и президента академии (с 2019 по настоящее время).
В 1970 году — защитила кандидатскую диссертацию, тема: «Сосудистая система глаза в оценке диагноза и прогноза различных форм артериальной гипертонии».
В 1993 году — защитила докторскую диссертацию, тема: «Механическая травма глаза».
В 1993 году — присвоено учёное звание профессора.
В 1999 году — избрана членом-корреспондентом РАМН.
В 2004 году — избрана академиком РАМН.
В 2013 году — стала академиком РАН (в рамках присоединения РАМН и РАСХН к РАН).

## Научная деятельность
Специалист в области офтальмологии, сосудистой патологии глаза, организации офтальмологической помощи.
Научные исследования, проведенные ею по проблемам травмы глаза, детской офтальмологии, организации офтальмологической помощи — носят фундаментальный характер, они внесли вклад в развитие отечественной офтальмотравматологии, реализованы в практическом здравоохранении и образовательных программах системы последипломного образования врачей. Ею научно обоснован и внедрен в клиническую практику комплекс лечебных и организационных мероприятий при оказании неотложной офтальмологической помощи, в том числе при массовых поражениях и в экстремальных ситуациях. Сформулировано новое научное направление в офтальмологии — судебно-медицинская экспертиза, определены современные критерии оценки тяжести вреда здоровью и сроки проведения судебно-медицинской экспертизы лиц с глазной травмой.
Особое значение имеют многоплановые научные исследования, касающиеся сосудистой патологии глаза. Установлены особенности гидродинамики и микроциркуляции глаза у больных с различными формами сахарного диабета, в том числе в детском возрасте. Серьезные научные разработки касаются проблем детской офтальмологии: профилактика и лечение близорукости, видео-компьютерная коррекция зрения, наследственные и эндокринные заболевания. В последние годы особое место занимают биохимические исследования, позволяющие уточнить многие факторы патогенеза различных глазных заболеваний, а также вопросы модернизации и совершенствования работы офтальмологической службы регионов Российской Федерации.
Под её руководством защищено 11 докторских и 71 кандидатских диссертации.
Автор и соавтор более 382 научных трудов и публикаций, 4 монографий, 5 книг, 2 учебников, 6 учебных пособий. Ею оформлено 10 патентов на изобретения и 1 авторское свидетельство.
Член редколлегии журналов: «Вестник офтальмологии», «Офтальмохирургия», «РМЖ. Клиническая офтальмология», «Российская педиатрическая офтальмология». Член редакционного совета журналов: национальный журнал «Глаукома», «Офтальмология», «Офтальмологические ведомости», «Катарактальная и рефракционная хирургия», «Российский офтальмологический журнал».
Член бюро Отделения медицинских наук. С 1992 года — главный внештатный офтальмолог Департамента здравоохранения г. Москвы.

## Награды
- Орден Пирогова (2022)[3].
- Орден Почёта (1998)[4]
- Орден Дружбы (2014)[5]

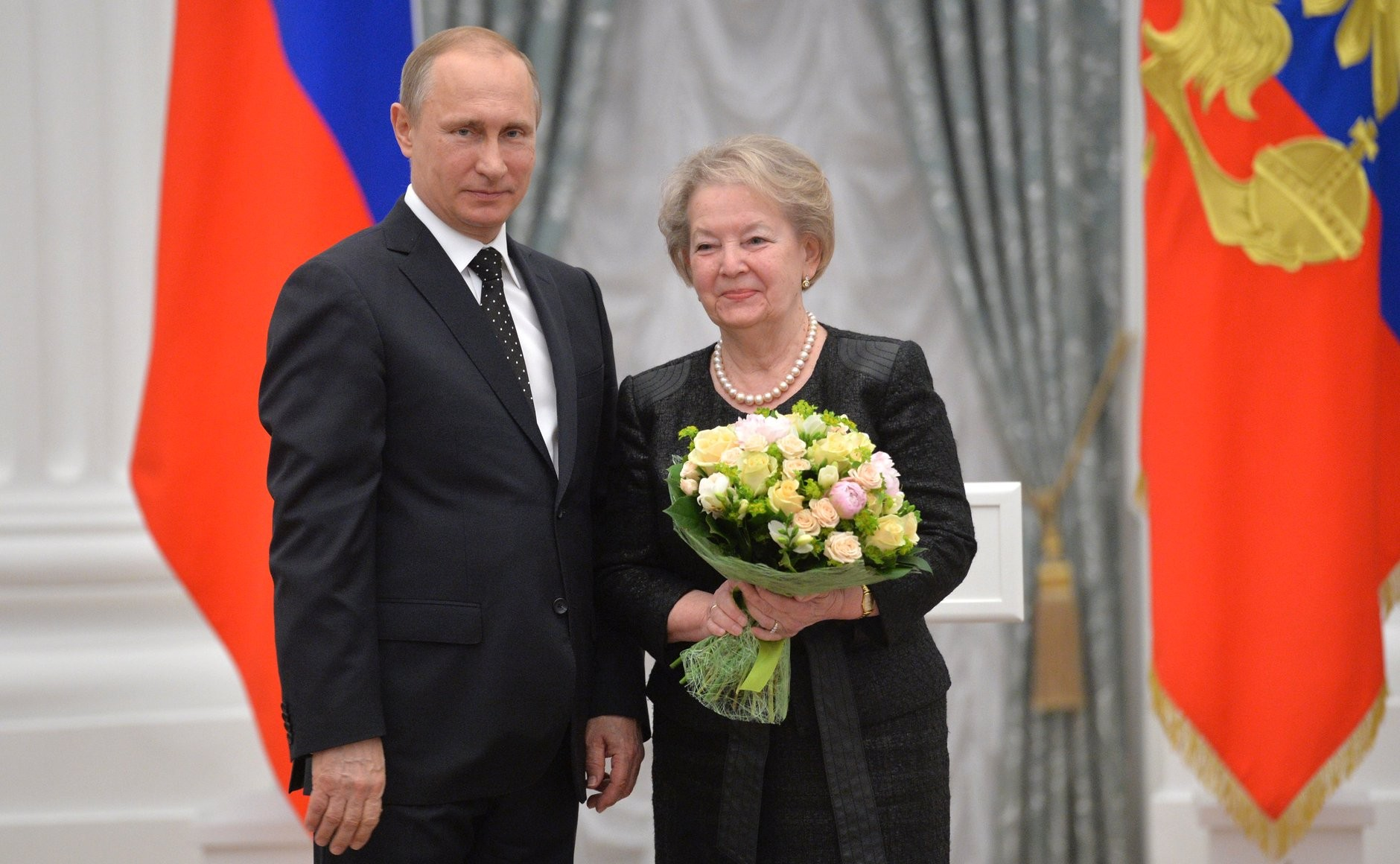
В. В. Путин и Л. К. Мошетова на церемонии вручения ордена Дружбы (21 мая 2015)

- Премия Правительства Российской Федерации в области науки и техники (в составе группы, за 1999 год) — за разработку и внедрение в клиническую практику новых микрохирургических технологий и инструментария для лечения глазных болезней[6]
- Премия Правительства Российской Федерации в области образования (в составе группы, за 2013 год) — за работу «Разработка и внедрение эффективных технологий обучения врачей по специальности „Нейрохирургия“ в системе непрерывного профессионального медицинского образования»[7]
- Заслуженный врач Российской Федерации (2006)[8]
- Благодарность Президента Российской Федерации (2009)[9]
- две благодарности Министерства здравоохранения Российской Федерации